# 1944 en bande dessinée
| Années de la bande dessinée : 1941 - 1942 - 1943 - 1944 - 1945 - 1946 - 1947    |
| Décennies de la bande dessinée : 1910 - 1920 - 1930 - 1940 - 1950 - 1960 - 1970 |

Cet article présente les faits marquants de l'année 1944 en bande dessinée.

## Évènements
- Fondation d'EC Comics par Max Gaines
- 20 février : Batman et Robin apparaissent pour la première fois dans les journaux américains.
- Lancement de l'hebdomadaire illustré Coq hardi, par Marijac (Jacques Dumas).
- Septembre : Apparition de Mr Mxyztplk dans Superman #30.
- Novembre : Création de Patsy Walker dans les pages du magazine américain Miss America.
- 16 novembre : Sortie du premier numéro du magazine de bande dessinée argentin Rico Tipo
- Sortie de La bête est morte !, considérée par certains (dont Didier Pasamonik) comme la première BD à évoquer la Shoah.
- Sortie de Le Trésor de Rackham le Rouge de Hergé. Première apparition du Professeur Tournesol.

## Comic Strips
| Date     | Titre         | Auteur          | Évènement | Éditeur                   |  |
| -------- | ------------- | --------------- | --------- | ------------------------- |  |
| juin     | Johnny Hazard | Frank Robbins   | Création  | King Features Syndicate   |  |
| juin     | Krazy Kat     | George Herriman | Fin       | King Features Syndicate   |  |
| juillet  | Teena         | Hilda Terry     | Création  | King Features Syndicate   |  |
| décembre | Little Lulu   | Marge           | Fin       | The Saturday Evening Post |  |

## Nouveaux albums
Voir aussi : Albums de bande dessinée sortis en 1944

### Franco-Belge
| Sortie | Titre                         | Scénariste                            | Dessinateur           | Coloriste | Éditeur   |
| ------ | ----------------------------- | ------------------------------------- | --------------------- | --------- | --------- |
| ?      | La bête est morte !           | Victor Dancette et Jacques Zimmermann | Edmond-François Calvo |           |           |
| ?      | Le Trésor de Rackham le Rouge | Hergé                                 | Hergé                 |           | Casterman |

## Naissances
- 6 janvier : Claude Lacroix
- 10 janvier : Jeff Jones, dessinateur américain
- 10 janvier : Robin Wood, scénariste paraguayen
- 29 février : Paolo Eleuteri Serpieri, scénariste et dessinateur italien
- 23 avril : Ferry
- 14 mai : Yannick Hodbert
- 28 juin : Philippe Druillet (Lone Sloane)
- 28 juillet : Giuseppe Laganà
- 29 octobre : Nick Cuti, auteur de comics
- Naissance de Alfio Ticci, Bud Grace

## Décès
- 6 avril : Rose O'Neill
- 25 avril : George Herriman
- 21 octobre : Nell Brinkley